# ياسوتاكا توسوتوسي
ياسوتاكا توسوتوسي (باليابانية: 筒井康隆) هو كاتب خيال علمي وكاتب مسرحي وكاتب وروائي وكاتب سيناريو وممثل ياباني، ولد في 24 سبتمبر 1934 بأوساكا في اليابان. من الجوائز التي نالها جائزة كيكوتشي كان ‏ سنة 2010 وNihon SF Taisho Award ‏ سنة 1992 وIzumi Kyōka Prize for Literature ‏ سنة 1981 وجائزة تانيزاكي ‏ سنة 1987.

## أعمال

### أفلام
- (2006) الفتاة التي قفزت عبر الزمن
- (2006) بابريكا

## جوائز
- جائزة كيكوتشي كان [الإنجليزية]‏ (2010)
- Nihon SF Taisho Award [الإنجليزية]‏ (1992)
- Izumi Kyōka Prize for Literature [الإنجليزية]‏ (1981)
- جائزة تانيزاكي [الإنجليزية]‏ (1987)

## وصلات خارجية
- ياسوتاكا توسوتوسي على موقع IMDb (الإنجليزية)
- ياسوتاكا توسوتوسي على موقع ميوزك برينز (الإنجليزية)
- ياسوتاكا توسوتوسي على موقع تيرنر كلاسيك موفيز (الإنجليزية)
- ياسوتاكا توسوتوسي على موقع ديسكوغز (الإنجليزية)
- ياسوتاكا توسوتوسي على موقع قاعدة بيانات الفيلم (الإنجليزية)